# Nestjažateli
I Nestjažateli (Russo: нестяжатели, traducibile con il termine "non-possessori") furono un movimento interno alla Chiesa ortodossa russa nel XVI secolo. Guidati da Nilo di Sora prima e da Massimo il Greco in seguito, si opposero alla proprietà fondiaria ecclesiastica entrando in dissidio con un'altra corrente dell'ortodossia russa, i "giosefiti", capeggiati da Giuseppe di Volokolamsk. I nestjažateli furono sconfitti già durante il Sobor del 1503. Al Concilio dei cento capitoli del 1551, passò definitivamente la linea dei giosefiti e fu proclamata l'inviolabilità delle proprietà della Chiesa.
Nella dottrina dei nestjažateli l'assenza di proprietà era per la Chiesa una condizione necessaria per la sua libertà dal bisogno di appoggiarsi al sovrano temporale, e quindi una ragione di nuova superiorità rispetto a quest'ultimo. La spiritualità dei non-possessori è assimilabile a quella di altri movimenti cristiani, come per esempio quella dell'ordine francescano.